# Conospermum filifolium
Conospermum filifolium är en tvåhjärtbladig växtart. Conospermum filifolium ingår i släktet Conospermum och familjen Proteaceae.

## Underarter
Arten delas in i följande underarter:
- C. f. australe
- C. f. filifolium